# Elizabeth (Colorado)
Elizabeth è un centro abitato (town) degli Stati Uniti d'America ed è la città con più abitanti della contea di Elbert nello Stato del Colorado. La popolazione era di 1,358 persone al censimento del 2010.

## Storia
Un ufficio postale chiamato Elizabeth è in funzione dal 1882.  La comunità prende il nome da un membro della famiglia di John Evans, un governatore territoriale.

## Geografia fisica
Elizabeth è situata a 39°21′36″N 104°36′00″W (39.359954, -104.600063).
Secondo lo United States Census Bureau, ha un'area totale di 1,2 miglia quadrate (3,2 km²).

## Società

### Evoluzione demografica
Secondo il censimento del 2000, c'erano 1,358 persone.

### Etnie e minoranze straniere
Secondo il censimento del 2000, la composizione etnica della città era formata dal 94,00% di bianchi, lo 0,07% di afroamericani, lo 0,84% di nativi americani, lo 0,21% di asiatici, il 3,49% di altre razze, e l'1,39% di due o più etnie. Ispanici o latinos di qualunque razza erano il 6,00% della popolazione.